# Andrew Carnegie
Andrew Carnegie (wym. [ˈændɹuː kɑːɹˈneɪɡi]; ur. 25 listopada 1835 w Dunfermline, zm. 11 sierpnia 1919 w Nowym Jorku) – amerykański przemysłowiec szkockiego pochodzenia, jeden z najbogatszych ludzi swoich czasów na świecie. Swojego bogactwa użył do stworzenia wielu instytucji o istotnym znaczeniu dla kultury i nauki. Jego majątek w chwili śmierci ocenia się (w przeliczeniu na dzisiejszą walutę) na 350 mld dolarów.

## Młodość
Miał 12 lat, gdy rodzice zdecydowali się emigrować do Stanów Zjednoczonych. Osiedli w Allegheny City (dzisiaj przedmieście Pittsburgha) w Pensylwanii. Młody Carnegie zaczął od pracy w przędzalni bawełny, a następnie został roznosicielem telegramów. Gdy miał 17 lat wykształcił się na operatora-telegrafistę, a w 1853 r. został urzędnikiem telegrafu linii kolejowej Pennsylvania Railroad. Po jakimś czasie został sekretarzem jednego z dyrektorów linii, Thomasa Scotta, dzięki któremu szybko awansował dochodząc do stanowiska kierownika wydziału. W okresie wojny secesyjnej pomagał organizować łączność telegraficzną oraz dostawy szyn kolejowych dla armii Unii.

## Droga do bogactwa
Pracując dla kompanii kolejowej Carnegie zaczął skupować akcje spółek stalowniczych (przede wszystkim Keystone Bridge Company budującej mosty kolejowe), naftowych i fabryk wagonów (głównie Woodruff Sleeping Car Company). Znakomite wyniki tych spółek na giełdach pozwoliły mu (w roku 1865) odejść z Pennsylvania Railroad i uruchomić własny interes. Przewidywał, że zapotrzebowanie na stal będzie w następnych dziesięcioleciach wzrastać, w czym upewnił się podczas podróży do Europy w roku 1873.

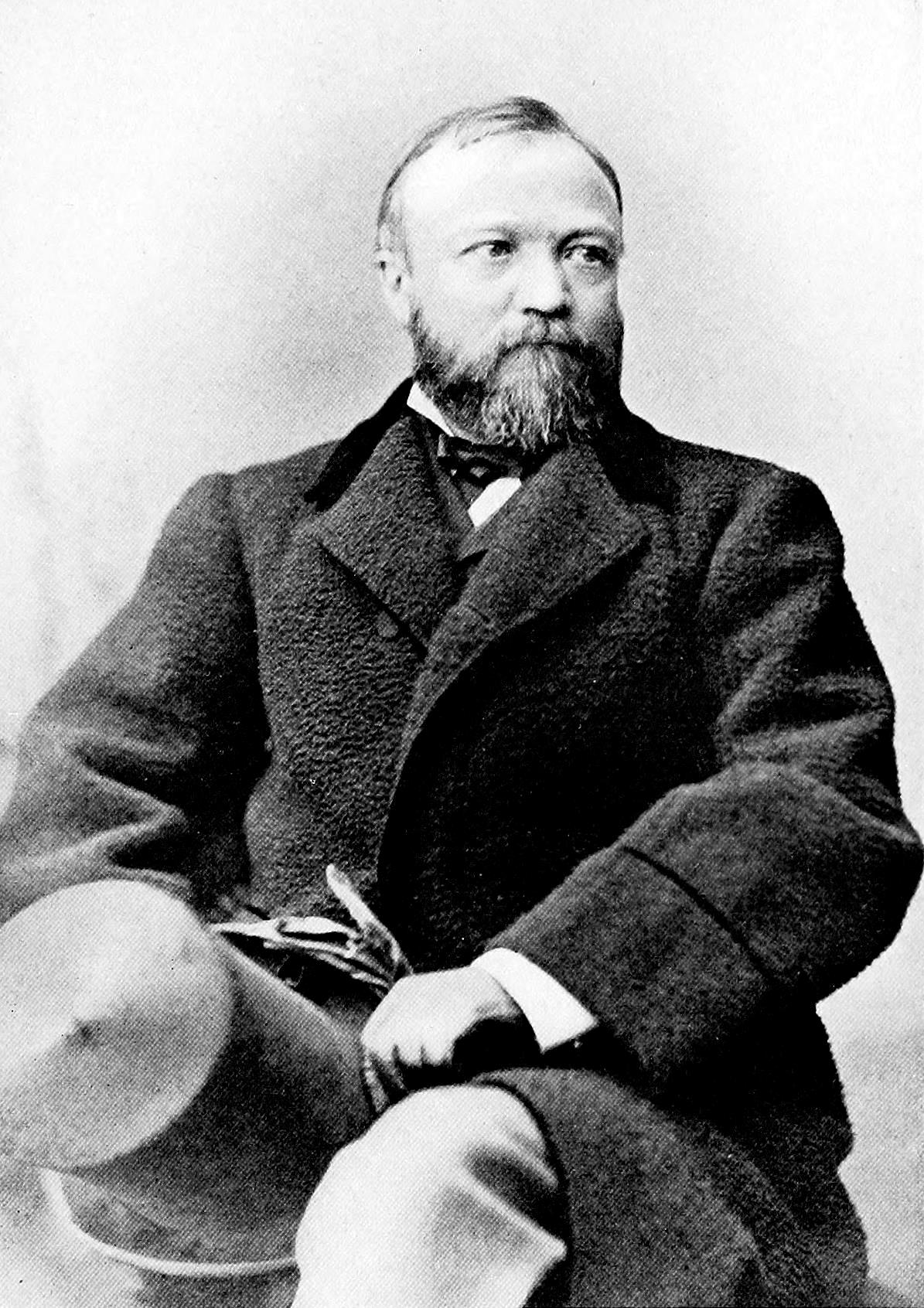
Andrew Carnegie, ok. 1878

W latach 80. XIX wieku stalownie Carnegiego (w tym zakupiona przezeń w 1883 r. Homestead Works, jedna z największych w Stanach Zjednoczonych) przyniosły miliony dolarów dochodu. Wkrótce wykupił większość akcji spółki zajmującej się sprowadzaniem do Stanów Zjednoczonych koksu (węgla), założoną przez Henry’ego C. Fricka. Biznesmeni zostali partnerami, a gdy w 1892 r. Carnegie połączył trzy swoje największe stalownie w koncern pn. Carnegie Steel Company, Frick został jego dyrektorem, odpowiedzialnym za produkcję bieżącą. Sam Carnegie zajmował się inwestycjami i planowaniem długofalowym.
Rozbudowie przemysłu towarzyszyła też rozbudowa transportu, w którym to celu Carnegie zlokalizował swe zakłady w pobliżu Wielkich Jezior i zbudował całą flotyllę jeziorowców do przewozu zarówno surowców, jak i gotowych wyrobów do Nowego Jorku, Detroit i Chicago.
Sukces finansowy Carnegiego był możliwy dzięki jego zmysłowi inwestycyjnemu i umiejętności doboru pracowników. Nawet w okresach kryzysów gospodarczych (1873–1879 i 1883), gdy większość firm odnotowywała poważne straty lub wręcz upadała, Carnegie rozwijał swoje interesy z niezmiennym powodzeniem.

## Strajk w Homestead Works
W roku 1892 w największej stalowni koncernu wybuchł strajk spowodowany obniżeniem stawek pracowniczych. Frick zareagował gwałtownie: odmówił jakichkolwiek rozmów ze związkami zawodowymi, sprowadził łamistrajków, a dla ich ochrony uzbrojonych strażników z agencji detektywistycznej Pinkertona. Doszło do zamieszek, padły strzały, zginęło 9 osób, a ponad 100 zostało rannych. Do akcji wkroczyła milicja stanowa, która przywróciła porządek. Robotnicy, którzy w większości wystąpili ze związków zawodowych, wrócili do pracy na nowych, gorszych warunkach.

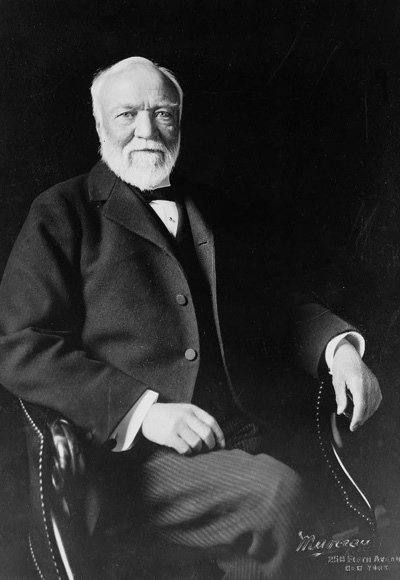
Andrew Carnegie

Carnegie przebywał w tym czasie na wakacjach w Szkocji i zbył całą sprawę milczeniem. Krytykowano go za to, bowiem wcześniej niejednokrotnie deklarował swe poparcie dla związków zawodowych, mieniąc się obrońcą praw pracowniczych.

## Najbogatszy
Gdy w roku 1901 Carnegie zdecydował się przejść na emeryturę, uważany był powszechnie za największego bogacza na świecie. Jego majątek obliczano na ponad 500 milionów dolarów (sprzedał Carnegie Steel Corporation przemysłowcowi J. Pierpontowi Morganowi za 480 milionów).
Po odejściu Carnegiego Morgan i inni stalownicy utworzyli istniejący do dziś ogromny koncern United States Steel Corporation, oddając ogromne usługi krajowi podczas II wojny światowej. Tymczasem Carnegie zajął się pisarstwem. W wydanym w roku 1889 eseju zatytułowanym „Wealth” przedstawił swój zamysł użycia nadwyżek fortuny na cele społeczne. Napisał także kilka książek, jak: Triumphant Democracy (1886), The Empire of Business (1902), Problems of Today (1908) i Autobiography of Andrew Carnegie (1920 – wydana pośmiertnie).

## Społecznik

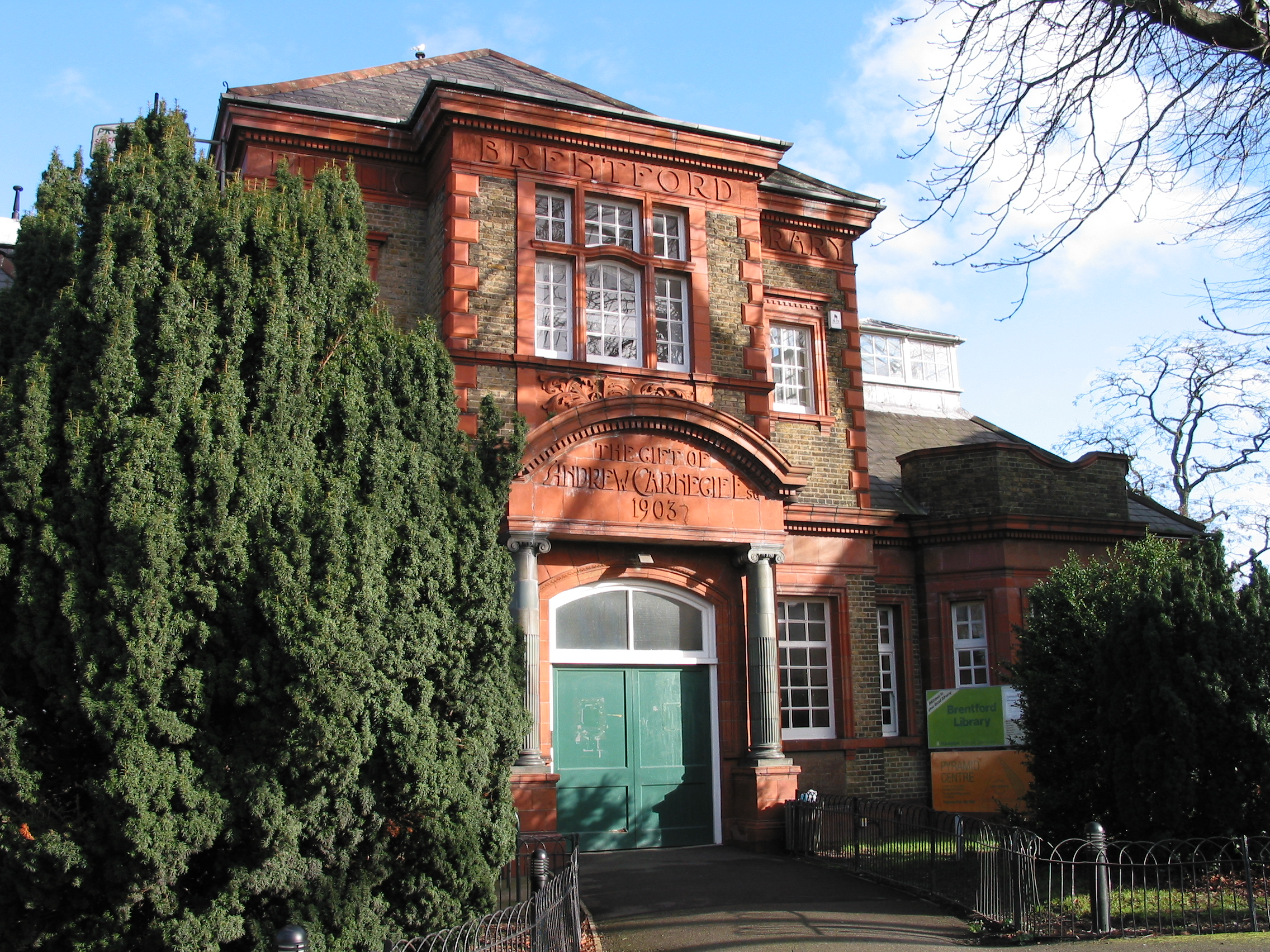
Brentford Library, Boston Manor Road, Brentford, Londyn - jedna z bibliotek ufundowanych przez Carnegiego

Carnegie uważał, że praca uszlachetnia. Twierdził nadto, że ludzie bogaci powinni oddawać nadwyżki swych fortun na cele społeczne. Mawiał, że „człowiek, który umiera bogaty, umiera zhańbiony”. Był przeciwnikiem dobroczynności; uznawał, że pomóc innym można tylko poprzez ułatwianie zdobywania wiedzy. W rezultacie, na różne cele, wydał ponad 350 milionów dolarów. M.in. pieniądze te zostały spożytkowane na założenie około 2500 bibliotek publicznych na całym świecie Carnegie libraries. Sfinansował również budowę słynnej dzisiaj sali koncertowej w Nowym Jorku – Carnegie Hall. Istniejący obecnie Carnegie Mellon University w Pittsburghu powstał na bazie kompleksu szkół technicznych założonych przez niego. Instytut Carnegiego w Waszyngtonie powstał za jego pieniądze w celu poszerzania wiedzy z zakresu nauk przyrodniczych i fizyki.
Komisja Carnegie Hero Fund przyznaje nagrody za męstwo; fundacja jego imienia zapewnia dodatki emerytalne nauczycielom akademickim; organizacja Endowment for International Peace walczy o pokój na całym świecie, a Carnegie Corporation of New York zapewnia fundusze na badania z zakresu pedagogiki w tym mieście.
W miniserialu polsko-francuskim z 1990 r. „Maria Curie” rolę Andrew Carnegie grał Mieczysław Voit.